# Torquato Tasso (peça)

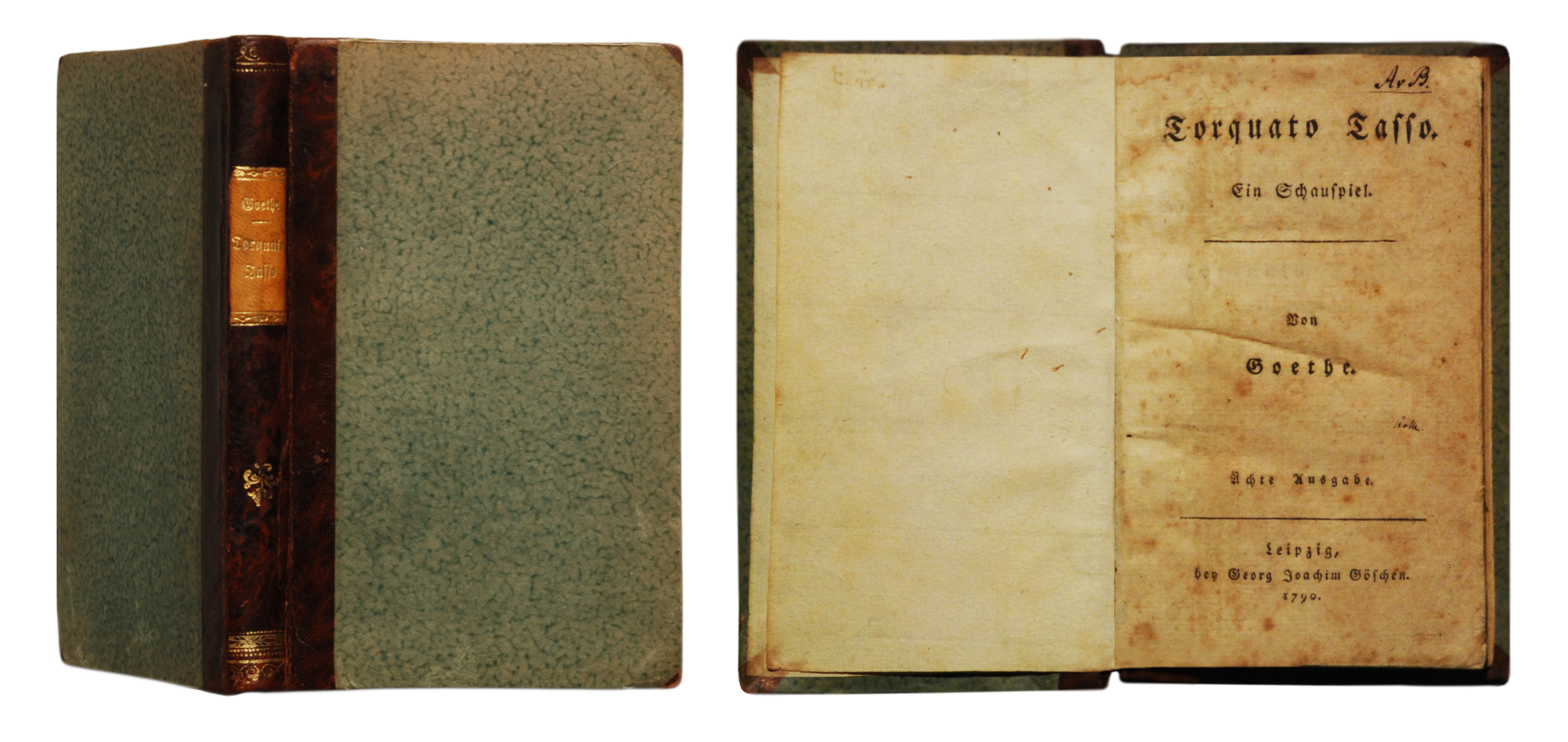
Edição original da obra de Goethe finalizada em 1790.

Torquato Tasso é uma peça do dramaturgo alemão Johann Wolfgang von Goethe sobre o poeta italiano do século XVI Torquato Tasso. A peça foi primeiro concebida em Weimar em 1780 mas a maior parte dela foi escrita durante os dois anos que Goethe esteve em Itália, entre 1786 e 1788, ficando completa em 1790.